# Gutleut Verlag

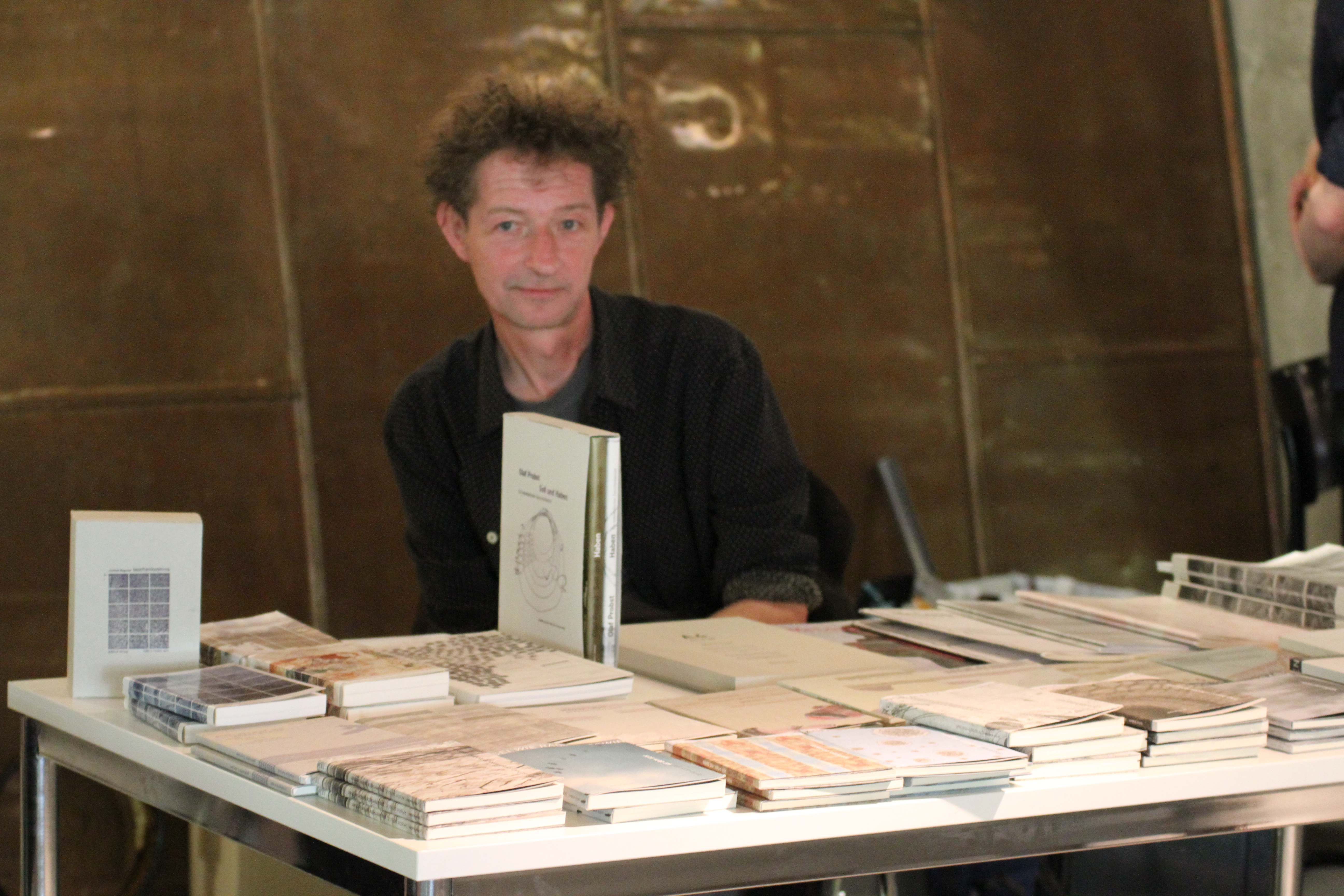
Michael Wagener am Stand des gutleut verlags am Lyrikmarkt Berlin 2016

Der gutleut verlag ist ein unabhängiger deutscher Buchverlag mit Sitz in Frankfurt am Main.

## Geschichte
Er ging aus dem 1995 von Michael Wagener und Florian Lumeau in der Frankfurter Gutleutstraße gegründeten Ausstellungsraum gutleut15 hervor. Das erste Programm datiert von 2002. Der Schwerpunkt liegt von Beginn an auf der Publikation von Kunstkatalogen, Dokumentationsbänden und Monographien zur zeitgenössischen Kunst.
Hinzugekommen war zwischen 2006 und 2013 die von den Schriftstellern Bert Papenfuß und Sascha Anderson in Frankfurt a. M. und Weimar herausgegebene literarische Reihe black paperhouse, in der hauptsächlich zeitgenössische Lyrik  erschien. Seit 2014 erscheinen literarische Titel in der neugegründeten Reihe staben. 2018 kam ergänzend die literarische Reihe licht für „lichtere“ Titel hinzu.

## Auszeichnungen
- 2020: Hessischer Verlagspreis (Sonderpreis)[3]
- 2021: Deutscher Verlagspreis[4]
- 2024: Deutscher Verlagspreis[5]

## Autoren (Auswahl)
Autoren und beteiligte Künstler sind u. a. Arnfrid Astel, Yevgeniy Breyger, Sandra Burkhardt, Ralph Gabriel, René Hamann, Dirk Uwe Hansen, Jayne-Ann Igel, Oleg Jurjew, Orsolya Kalász, Alexander Kappe, István Kemény, Eva Köstner, Reiner Maria Matysik, Jirka Pfahl, Christoph Meckel, Marcus Roloff, Kristin Schulz, Frank Milautzcki und Marc Wrasse.